# Lya Mara
Lya Mara, connu aussi comme Mia Mara et de son vrai nom Aleksandra Gudowicz, née le 1er août 1897 à Riga et morte le 1er novembre 1969 à Lausanne est une actrice polonaise, une des plus grandes stars du cinéma muet allemand.

## Biographie
Lya Mara est née dans une famille polonaise de Riga, ville russe à l'époque. Jeune fille, elle veut devenir chimiste pour imiter Maria Skłodowska-Curie. En 1913, juste avant le déclenchement de la Première Guerre mondiale, Lya et sa famille déménagent à Varsovie, qui fait aussi partie de l'Empire russe, et c'est là qu'elle commence sa carrière d'actrice et de danseuse.
Lya Mara débute au cinéma en 1916 sous le nom de Mia Mara. Dans Bestia, sorti en 1917 et réalisé par Aleksander Hertz, elle joue avec Pola Negri, qui allait faire une grande carrière en Allemagne et aux États-Unis. Peu après ce film, Pola Negri part pour Berlin et Lya Mara suit son exemple : depuis 1915, la Pologne est occupée par l'Empire allemand.
Son premier film allemand est Halkas Gelöbnis, réalisé par Alfred Halm et produit par Friedrich Zelnik, qu'elle épouse le 1er juillet 1920. Elle joue ensuite principalement dans des films qu'il réalise et produit grâce à sa société de production, la Zelnik-Mara-Film GmbH. Entre 1918 et 1930, elle joue dans plus de cinquante fils dans le principal rôle féminin et triomphe en « mignonne ingénue » dans des comédies entraînantes.
Tous deux deviennent des célébrités avant qu'un grave accident de voiture n'interrompe la carrière de Lya Mara. Elle ne parvient pas, par la suite, à s'adapter au cinéma parlant, cadre dans lequel elle ne fait qu'une seule tentative en 1931: Jeder fragt nach Erika.
À l'arrivée d'Hitler au pouvoir, Friedrich Zelnik et Lya Mara trouvent en 1933 refuge en Grande-Bretagne et s'installent dans le quartier de Harrow à Londres. Après la mort de son mari, Lya Mara s'installe à Lausanne en 1966 et y meurt le 1er novembre 1969, à l'âge de 76 ans, totalement oubliée. Elle est enterrée au cimetière du Bois-de-Vaux, où sa tombe a cependant été désaffectée.

## Filmographie partielle
- 1916 : Chcemy męża (Mia Mara)
- 1916 : Wściekły rywal (Mia Mara)
- 1916 : Studenci (Mia Mara)

- 1917 : Bestia d'Aleksander Hertz
- 1918 : Halkas Gelöbnis
- 1919 : Charlotte Corday de Friedrich Zelnik
- 1925 : La Vénus de Montmartre
- 1925 : La Rue sans joie (non créditée)
- 1927 : Les Tisserands
- 1928 : Das tanzende Wien
- 1929 : Le Cercle rouge
- 1929 : Mon cœur est un jazz band de Friedrich Zelnik

## Source de la traduction
- (en) Cet article est partiellement ou en totalité issu de l’article de Wikipédia en anglais intitulé « Lya Mara » (voir la liste des auteurs).